# Amber-Lagoon-Klasse
Die Amber-Lagoon-Klasse ist eine Serie von drei Frachtschiffen der Hamburger Reederei MACS Maritime Carrier Shipping. Bei einem der Schiffe, der Purple Beach, kam es am 25. Mai 2015 in der Nordsee in einem Laderaum zu Rauchentwicklung, bei dem zunächst eine Explosionsgefahr angenommen wurde.

## Geschichte
Die Schiffe wurden in den Jahren 1996 bis 1998 von Shanghai Shipyard & Chengxi Shipyard gebaut und abgeliefert. Anfänglich wurde eines der drei Schiffe im Europa-Afrikadienst und zwei im USA-Südafrikadienst des MACS-Schwesterunternehmens Gulf Africa Line (GAL) eingesetzt. Nach der Übernahme neuer Schiffe der Blue-Master-II-Klasse für diesen Dienst transferierte MACS die Amber Lagoon und Purple Beach 2014 auf die neueröffnete Route zwischen Nordeuropa und den USA.

### Havarie derPurple Beach2015
Auf dem unter anderem mit 20.000 Tonnen Nitrophoska beladenen Schiff kam es am Abend des 25. Mai 2015 in der Nordsee zu Rauchentwicklung im Laderaum 3. Die Besatzung setzte daraufhin die bordeigene Löschanlage ein und flutete den Laderaum mit Kohlendioxid. Das Schiff, das sich auf dem Weg von Antwerpen nach Brake befand, lag zu diesem Zeitpunkt etwa 30 Kilometer westlich von Helgoland auf der Tiefwasserreede. 54° 3′ 40,1″ N, 7° 27′ 51,4″ O

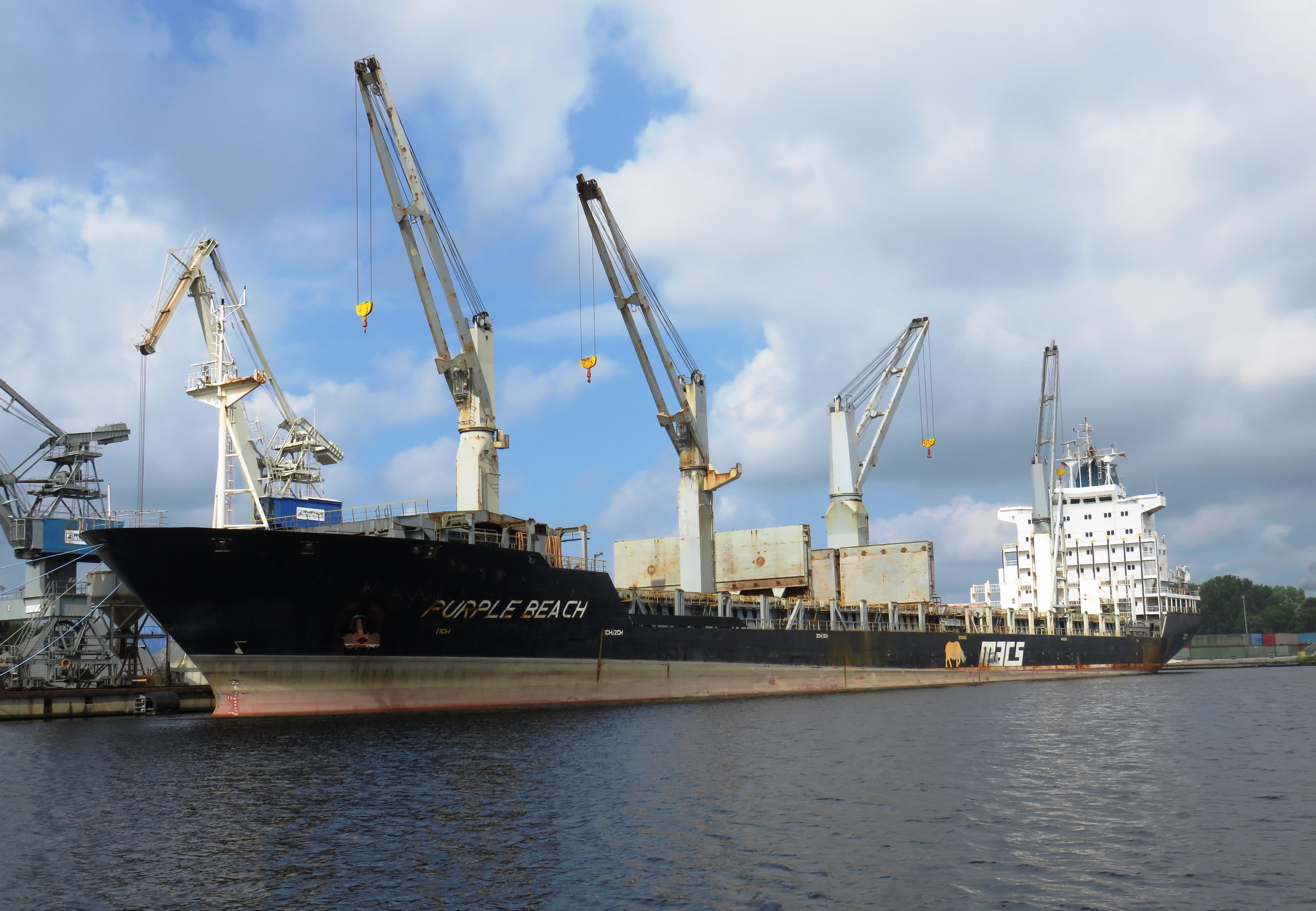
Die Purple Beach nach der Havarie am Wilhelmshavener Lüneburgkai

Das Havariekommando in Cuxhaven, das die Einsatzleitung für die Havarie übernahm, schickte der Purple Beach zunächst das Mehrzweckschiff Mellum zu Hilfe. Auch ein Brandbekämpfungsteam wurde an Bord gebracht. Nachdem bei Messungen Schadstoffe in der Luft festgestellt worden waren, wurden die 22-köpfige Besatzung und die Mitglieder des Brandbekämpfungsteams vorsorglich zu Untersuchungen in ein Krankenhaus gebracht. Der Bereich im Umkreis von fünf Kilometern um das Schiff wurde evakuiert.
Neben der Mellum kam der Purple Beach auch die Neuwerk sowie der Hochseeschlepper Nordic zu Hilfe. Die Schiffe versuchten, den Rauch mithilfe von Sprühnebel einzudämmen. Die Deutsche Gesellschaft zur Rettung Schiffbrüchiger beteiligte sich mit den Seenotkreuzern Hermann Rudolf Meyer, Bernhard Gruben und Hermann Marwede an der Rettungsaktion. Auch die Behördenschiffe Vogelsand und Nordergründe waren zeitweise im Einsatzgebiet. Insgesamt waren 85 Einsatzkräfte an der Bewältigung der Havarie beteiligt.
An der Außenhaut des Frachters wurden zeitweise 45 Grad gemessen. Es ist unklar, ob es sich um ein Feuer im Laderaum oder eine chemische Reaktion der geladenen Düngemittel handelt. Neben dem Nitrophoska hatte die Purple Beach rund 1300 Tonnen Treibstoff an Bord.
Im Verlauf des 27. Mai 2015 wurde die Qualmwolke kleiner. Die Außenhaut des brennenden Frachters wurde weiter gekühlt. Am 30. Mai gelang es Experten wegen des schlechten Wetters nicht, das Schiff zu betreten. Nachdem die Löscharbeiten am 31. Mai beendet werden konnten, wurde das Schiff am 1. Juni zum JadeWeserPort in Wilhelmshaven geschleppt. Dort wurden Proben aus den von dem Zwischenfall betroffenen Laderäumen entnommen und Teile des Schiffs gereinigt. Nachdem keine Wärmeentwicklung mehr auf dem Havaristen festgestellt werden konnte, beendete das Havariekommando am 12. Juni die Einsatzleitung. Am 12. August 2015 wurde das Schiff vom JadeWeserPort in den Nordhafen geschleppt. Dort wurde das Schiff weiter untersucht und schließlich entladen. Ende 2016 wurde das Schiff zum Abbruch verkauft. Das Schiff verließ Wilhelmshaven am 28. März 2017 im Schlepp des Schleppers Onyx Richtung Aliağa, wo es am 24. April 2017 in den Abwrackwerften von Aliağa eintraf.

## Technische Daten und Ausstattung
Der Antrieb der Schiffe erfolgt durch einen Achtzylinder-Zweitakt-Dieselmotor. Die Sulzer-Motoren vom Typ 8 RTA 52 U mit einer Leistung von 12.480 kW wurden von der Bauwerft in Lizenz hergestellt und wirken auf einen Festpropeller. Die Schiffe erreichen damit eine Geschwindigkeit von 17 kn.
Für die Stromversorgung stehen drei Generatoren mit einer Scheinleistung von jeweils 920 kVA sowie ein Notgenerator mit einer Scheinleistung von 125 kVA zur Verfügung.
Jedes der Schiffe ist mit vier Kränen ausgestattet, von denen drei jeweils 40 Tonnen und einer 70 Tonnen heben kann. Die Kräne sind mittschiffs angeordnet. Der Rauminhalt der von Faltlukendeckeln verschlossenen Laderäume beträgt insgesamt 45.015 m³ Kornraum bzw. 43.637 m³ Ballenraum. Das Schiff kann 1486 TEU laden. An Deck ist Platz für 20 Reihen 20-Fuß-Container hintereinander und zehn Reihen nebeneinander. Die Container können bis zu fünf Lagen übereinander gestaut werden. Direkt vor dem Deckshaus, das sich im Heckbereich des Schiffes befindet, wurden an Deck Cellguides, ebenfalls für bis zu vier Lagen Container übereinander, angeordnet.
Der Rumpf der Schiffe ist eisverstärkt (Eisklasse „E“).

## Klassenübersicht
| Amber-Lagoon-Klasse       | Amber-Lagoon-Klasse | Amber-Lagoon-Klasse | Amber-Lagoon-Klasse                          | Amber-Lagoon-Klasse                                                          | Amber-Lagoon-Klasse                              |
| Bauname                   | Baunummer           | IMO-Nummer          | Kiellegung Stapellauf Ablieferung            | Auftraggeber                                                                 | Umbenennungen und Verbleib                       |
| ------------------------- | ------------------- | ------------------- | -------------------------------------------- | ---------------------------------------------------------------------------- | ------------------------------------------------ |
| Amber Lagoon              | 167                 | 9138123             | 30. November 1996 20. Mai 1997 Juni 1997     | Amber Lagoon Shipping Vineta Bereederungsgesellschaft MACS Shipping, Hamburg | 2017: Magnolia, 2020: El Tethys, 2022: Regulus   |
| Purple Beach              | 168                 | 9138135             | 20. Mai 1997 21. Oktober 1997 Februar 1998   | Purple Beach Shipping Vineta Bereederungsgesellschaft MACS Shipping, Hamburg | 2017 Abbruch in Aliağa                           |
| Grey Fox                  | 169                 | 9151905             | 21. Oktober 1997 25. März 1998 30. Juni 1998 | Grey Fox Shipping Vineta Bereederungsgesellschaft MACS Shipping, Hamburg     | 2018: Grey, ab 15. August 2018 Abbruch in Gadani |
| Lloyd’s Register, Equasis |                     |                     |                                              |                                                                              |                                                  |